# Cristóbal de Santa Catalina
Cristóbal de Santa Catalina (Mérida, 25 de julio de 1638-Córdoba, 24 de julio de 1690) fue un sacerdote eremita que practicó en su vida la oración y el silencio, y fundó la congregación de Franciscanas Hospitalarias de Jesús Nazareno. Murió por infección de la epidemia del cólera.

## Datos biográficos
Cristóbal López de Valladolid o Cristóbal de López Orea, hijo de Juan López de Valladolid y de Juana Orea, nació el 25 de julio de 1638 en Mérida, España, en el seno de una familia sencilla que le educó en los principios cristianos. De joven sirvió de monaguillo en la parroquia de su pueblo e hizo voluntariado en el hospital.
Siempre estuvo atento a ayudar a los necesitados durante la larga guerra hispano-portuguesa (1640-1668).  Su biógrafo lo describe como “un ángel solícito por todos, en medio de los horrores de la guerra, siendo el consuelo universal de aquel tercio español”. Siendo sacerdote fue enviado al eremitorio El Bañuelo (Córdoba) donde se dedicaría a la vida de oración, silencio y penitencia, después le enviaron como apoyo a los sacerdotes castrenses. 
En 1670 profesó en la Tercera Orden de San Francisco, imponiéndose el nombre de Santa Catalina. De una cofradía recibió el noble regalo de un pequeño hospital en donde daba asistencia a los necesitados. Viendo los lugareños las intenciones del sacerdote, se decidieron ayudar en la misión que él llevaba a través del hospital; posteriormente fundó la Congregación de Franciscanas Hospitalaria de Jesús Nazareno.
En 1690 la ciudad es infestada por la epidemia del cólera. Él, en su afán de ayudar a los enfermos, quedó contagiado y el 24 de julio, en su agonía, dictó a sus hermanos y hermanas su testamento espiritual: 

Pido con todo encarecimiento a sus caridades, que atiendan ante todo a la honra y gloria del Señor. Y procuren guardar el Instituto con gran humildad de sí mismos y con gran caridad de los pobres, amándose unidos en el Señor

## Beatificación
El milagro comprobado que le permitió la beatificación fue lograr el nacimiento de un bebé después de sufrir a las diecisiete semanas de gestación una rotura prematura de membranas con pérdidas de líquido amniótico; las religiosas que fundó el Padre, rezarón al Venerable y se logró la sanación. El papa Benedicto XVI aprobó el 20 de diciembre del 2012 el decreto que reconocía el milagro. Su beatificación se ha llevado a cabo durante el papado del papa Francisco.